# Gunderik
Gunderik (latinsko Gundericus) * 379, † 428, kralj Hasdinških Vandalov (407–418), nato kralj Vandalov in Alanov (418–428)
Vodil je Hasdinške Vandale, germansko pleme, ki je prvotno prebivalo blizu reke Odre med sodelovanjem pri vpadih barbarov na Zahodno rimsko cesarstvo v petem stoletju.

## Zgodovina
Bil je sin kralja Godigisela, kralja Hasdinških Vandalov, ko so njegovi ljudje na zadnji dan leta 406 prestopili mejo Rimskega cesarstva na reki Ren. V tem letu so bili Vandali močno vpleteni v vojno s Franki, ki so bili že naseljeni kot zavezniki Rimljanov in so poskušali preprečiti Vandale. Godigisel je bil ubit v boju in nasledil ga je Gunderic.
Gunderik in njegovi ljudje so na koncu oktobra 409 prečkali Pireneje in osvajali Iberski polotok. S Hasdingi je ustanovil kraljestvo v rimski provinci Galiciji (severozahodna Iberija). Leta 418 so jih po ukazu Rimljanov izgnali Vizigoti (Vizigoti so bili odpoklicani in naseljeni kot nagrada za njihovo službo v Akvitaniji). Leta 418 je v bitki proti Vizigotom, ki so bili takrat zavezniki Rima, v Hispaniji padel Ataces, kralj Alanov, in večina preživelih Alanov se je priklonila Gunderiku, ki je sprejel njihovo prošnjo in tako postal kralj Vandalov in Alanov. Leta 420 je Comes Hispaniarum napadel Vandale, ki bili v vojni s Svebi v Galiciji. Ta plemena so bila tja potisnjena, potem ko so jih Vizigoti leta 418 hudo premagali. Cesarski vikar (vodja škofije) je v letih 420–421 premagal Maksima, sina prejšnjega uzurpatorja Geroncija (409), Vandali pa so se potem preselili na jug v Betiko. Konflikt s Svebi ga je pregnal v Betiko na jug Hispanije, kjer se je pridružil preživelemu delu Silinških  Vandalov. Leta 422 so pred obzidjem Cordobe premagali rimsko vojsko, ki jo je vodil magister militum Kastinus. Nato so Vandali napadli Mavretansko Tingitano, Baleare in leta 425 zasedli Kartagino in Seviljo. Vendar niso ostali v teh mestih. Gunderik je leta 428 ponovno zavzel mesto. Nato so Vandali leta 429 zapustili Španijo in 10 let je bila rimska Španija nedotaknjena, razen Galicije pod nadzorom Svebov. Hidatijus piše, da je Gunderik leta 428 »položil roko na cerkev v tem mesta, in po božji volji ga je prevzel demon in je umrl.« Ni jasno, kako je Gunderik umrl, vendar se domneva, da se je Hidatijusovo pisanje nanašalo na Gunderikov poskus preoblikovanja katoliške cerkve v arijansko cerkev. Poskus je bil kratkotrajen: kmalu po poskusu zasega cerkve v Hispalisu je nepričakovano umrl. Potem ko je Gunderik zgodaj leta 428 umrl, so Vandali za njegovega naslednika izvolili njegovega polbrata Gajserika. Gajserik, tudi kot Genserik, je Iberski polotok prepustil Vizigotom in se odločil za invazijo na rimsko Afriko.

## Sklic
1. ↑  Late Roman Spain and its Cities, Michael Kulikowsi, 2004, pp. 173-180 ISBN 0-8018-7978-7

| Gunderik Rojen: 379 Umrl: 428 |                        |                     |
| Vladarski nazivi              |                        |                     |
| Predhodnik: Godigisel         | Kralj Vandalov 407–428 | Naslednik: Gajserik |